# Para quienes aún viven
Para quienes aún viven es un álbum de estudio de la banda Exquirla, formada por el cantante El Niño de Elche y los miembros de la banda instrumental Toundra. La colaboración para formar Exquirla comenzó en El Puerto de Santa María a raíz de la edición 2015 del Monkey Week.
El aspecto lírico del álbum se extrae del poema La marcha de los 150 000 000 de Enrique Falcón.

## Lista de canciones
| N.º | Título               | Duración |  |
| 1.  | «Canción de E»       | 3:05     |  |
| 2.  | «Destruidnos juntos» | 8:58     |  |
| 3.  | «Hijos de la rabia»  | 9:00     |  |
| 4.  | «Interrogatorio»     | 1:40     |  |
| 5.  | «El grito del padre» | 8:50     |  |
| 6.  | «Contigo»            | 3:22     |  |
| 7.  | «Un hombre»          | 10:05    |  |
| 8.  | «Europa muda»        | 10:22    |  |

## Recepción
El trabajo de Exquirla ha sido mencionado como uno de los mejores trabajos españoles de 2017 por diversos medios. El álbum fue listado como el décimo mejor lanzamiento nacional de 2017 por la revista Efe Eme. A su vez, Mondosonoro lo declaró el quinto mejor álbum español del año. La web Bandalismo lo catalogó como la cuarta mejor grabación española del año.
Otros listados como el del diario ABC lo relegaron al puesto 26 entre lo mejor de los discos nacionales del año.